# Il più grande spettacolo del mondo
Il più grande spettacolo del mondo (The Greatest Show on Earth) è un film del 1952 diretto da Cecil B. DeMille e ambientato nel mondo del circo. Per girarlo DeMille si servì di un celebre circo statunitense, il Ringling Bros. e Barnum & Bailey Circus, il cui personale partecipò attivamente alle riprese.

## Trama

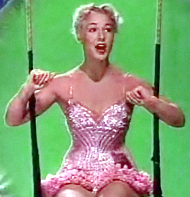
Betty Hutton nel trailer del film.

In un circo chiamato Il più grande spettacolo del mondo arriva il Grande Sebastian, un acrobata che si mette subito in competizione con la trapezista Holly che si sente attratta e nello stesso tempo rimpiazzata dal nuovo arrivato. Holly è comunque amata dal responsabile del circo Brad. In questo triangolo si intrecciano vite e sogni del circo e dei suoi artisti e lavoratori.
Un giorno Sebastian decide di cimentarsi in un numero rischioso togliendo la rete di protezione; cadrà rimanendo con un braccio paralizzato. Holly cerca allora di aiutarlo con il suo amore. Intanto nel circo iniziano i guai. Per prima cosa Brad scopre che Harry, un venditore di souvenir, truffa i clienti con un gioco d'azzardo spillando loro molti soldi. In seguito Klaus, un domatore di elefanti, tenta di uccidere la bella artista Angela in uno dei suoi numeri facendola schiacciare da uno dei suoi animali; questo perché Klaus, essendo innamorato della donna ma anche molto geloso, non ha sopportato il fatto di averla vista parlare confidenzialmente con Brad. Quest'ultimo licenzia sia Klaus che Harry, i quali per vendicarsi decidono di saccheggiare uno dei due treni del circo durante uno spostamento, quello che trasporta animali e attrezzatura, e a tal scopo una sera mettono un lumicino sulle rotaie per fare fermare i convogli.
Una volta riusciti nel loro intento i due delinquenti portano via tutto il denaro, salgono sulla loro auto e si preparano alla fuga. Ma mentre attraversano il passaggio a livello vedono arrivare il secondo treno del circo, quello che trasporta le persone. Klaus, sapendo che lì sopra c'è Angela, per evitare che il treno vada addosso all'altro e che la ragazza si faccia male, con l'auto va sulle rotaie incontro al convoglio nella speranza che si fermi ma il macchinista non fa in tempo a frenare e si scontra con l'auto che salta quindi in aria per poi finire addosso all'altro treno.
I due convogli, eccetto pochi vagoni, si distruggono totalmente e alcuni passeggeri restano feriti, in particolare Brad. Per poterlo salvare, Holly chiama il clown Buttons. Quest'ultimo in verità si chiama Johnny ed è un medico ricercato dalla polizia per aver ucciso dalla disperazione la propria moglie in fin di vita. Egli infatti essendo ricercato portava sempre la faccia truccata da clown per evitare che nessuno lo riconoscesse o sospettasse di lui. Curando Brad viene scoperto e in seguito arrestato dall'agente Gregory il quale viaggiava sul treno proprio per quel motivo. Nonostante il grande incidente, la mattina dopo il circo riesce comunque a dare il consueto spettacolo. Holly si riconcilia con Brad, mentre Sebastian chiede ad Angela, che non aspettava altro, di sposarlo.

## Riconoscimenti
- 1953 - Premio Oscar
  - Miglior film a Cecil B. DeMille
  - Miglior soggetto a Fredric M. Frank, Theodore St. John e Frank Cavett
  - Candidatura Migliore regia a Cecil B. DeMille
  - Candidatura Migliori costumi a Edith Head, Dorothy Jeakins e Miles White
  - Candidatura Miglior montaggio a Anne Bauchens
- 1953 - Golden Globe
  - Miglior film drammatico
  - Migliore regia a Cecil B. DeMille
  - Migliore fotografia a George Barnes e J. Peverell Marley
- 1953 - Directors Guild of America
  - Candidatura Migliore regia a Cecil B. DeMille